# Warner TV Serie
WarnerTV Serie (nota in precedenza come TNT Series) è un'emittente televisiva a pagamento tedesca dedicata alla trasmissione di serie televisive.

## Storia
Il canale è stato gestito dalla Turner Broadcasting System Europe e fu lanciato il 28 gennaio 2009 con il nome di TNT Series. Dal 1º giugno 2009, il canale trasmette ininterrottamente.
Nell'agosto 2013, SES Platform Services (ora MX1) ha vinto una gara internazionale contro la Turner Broadcasting System, per fornire i servizi di TNT Serie, Cartoon Network, Boomerang, CNN International, TNT Film e TNT Comedy (sia in SD che in HD) per il mercato di lingua tedesca e per la digitalizzazione dei contenuti di Turner, Turner on demand e servizi di Internet TV in Germania, Austria, Svizzera e la regione del Benelux a partire da novembre 2013.
Dal 25 settembre 2021 ha mutato nome in WarnerTV Serie.

## Loghi

28 gennaio 2009 - 31 maggio 2016
1º giugno 2016 - 24 settembre 2021
In uso dal 25 settembre 2021

## Programmazione
- 2 Broke Girls (2014-2016)
- 4 Blocks (2017–presente)
- 30 Rock (2009-2014)
- Add a Friend (2012-2014)
- Agent X (2015-2016)
- Airwolf (2017–presente)
- Animal Kingdom (2017–presente)
- APB - A tutte le unità (2017)
- Arrow (2015–presente)
- Batman (2017–presente)
- Beautiful (2022–presente)
- Big Love (2009-2013)
- Boardwalk Empire - L'impero del crimine
- Boston Legal (2016–presente)
- Caprica (2011-2013)
- Caroline in the City (2009-2011)
- Channel Zero (2018–presente)
- Cold Case - Delitti irrisolti (2010–presente)
- Colony (2017–presente)
- Colombo (2015–presente)
- Dawson's Creek (2011-2013)
- E.R. - Medici in prima linea (1994-2009)
- Tutti amano Raymond
- Falling Skies (2011-2016)
- Friday Night Lights (2009-2014)
- Friends (2010-2016)
- Fringe (2012-2014)
- Il Trono di Spade (2011-2017)
- Una mamma per amica (2009-2013, 2016-2017)
- Good Behavior (2016–presente)
- Grey's Anatomy (2016–2017)
- Cuore e batticuore (2014-2016)
- Hell on Wheels (2013–presente)
- Hot in Cleveland (2014-2016)
- Instinct (2018–presente)
- JAG - Avvocati in divisa (2018)
- Knight Rider
- Legends (2015-2016)
- Major Crimes (2014–presente)
- Le sorelle McLeod (2016-presente)
- Men at Work (2013-2016)
- Monday Mornings (2013-2014, 2016–presente)
- Detective Monk (2009–presente)
- La signora in giallo (2009–presente)
- Murder in the First (2014-2016)
- Nip/Tuck
- Un medico tra gli orsi
- Parenthood (2016–2017)
- Parks and Recreation (2014-2016)
- Pretty Little Liars (2016–2017)
- Psych
- Public Morals (2015)
- Reign (2016–presente)
- Revenge (2016–presente)
- Rescue Me (2009-2014)
- Rizzoli & Isles (2012–2019)
- Salem (2014-2017)
- SEAL Team (2018-presente)
- Seinfeld (2009-2015)
- Signos (2016-presente)
- Six Feet Under
- Smallville
- Tell Me You Love Me - Il sesso. La vita (2009-2010)
- The Big Bang Theory (2012-2015)
- The Black Donnellys
- The Closer (2015–presente)
- The Fixer (2017–presente)
- The Flash (2016–presente)
- The Frankenstein Chronicles (2016-2017)
- The King of Queens (2009-2016)
- The Last Ship (2014–presente)
- The Millers (2014-2016)
- The O.C. (2016-2017)
- The Starter Wife
- The Son - Il figlio (2017–presente)
- Blue Jeans (2018–presente)
- Squadra emergenza
- Those Who Can't (2016)
- Til Death - Per tutta la vita
- Titanic - Nascita di una leggenda (2013-2015)
- Due uomini e mezzo (2010-2016)
- Weinberg (2015-2016)
- Will (2017–presente)
- Senza traccia (2009-2011, 2017–presente)

### Adult Swim
- Aqua Teen Hunger Force (2009-2011, 2014-2017)
- Assy McGee (2010-2011, 2014-2015)
- China, IL (2016-2017)
- Lucy, the Daughter of the Devil (2009-2017)
- Metalocalypse (2010-2012, 2014-2015)
- Moral Orel (2009-2011, 2014-2016)
- NTSF:SD:SUV:: (2012–presente)
- Rick and Morty (2014-2016)
- Robot Chicken (2009-2012, 2014-2017)
- Stroker & Hoop (2009-2011, 2013-2016)
- The Brak Show (2009, 2012-2016)
- The Venture Bros. (2009, 2014-2016)
- Your Pretty Face Is Going to Hell (2016-2017)

### Sport
- All Elite Wrestling (2019–presente)
- Lucha Underground (2016–presente)